# Nobiltà svedese
La nobiltà svedese (Adeln in svedese) è stata storicamente una classe privilegiata in Svezia.
Le famiglie nobili e i loro discendenti sono ancora parte della società svedese ma non godono più di specifici privilegi. La nobiltà svedese è organizzata in tre classi, secondo uno schema introdotto nel 1561: 
- conte (greve)
- barone (friherre)
- nobiltà senza titolo (obetitlad adel)

I duchi di Svezia (hertig) sono sempre stati membri della famiglia reale.

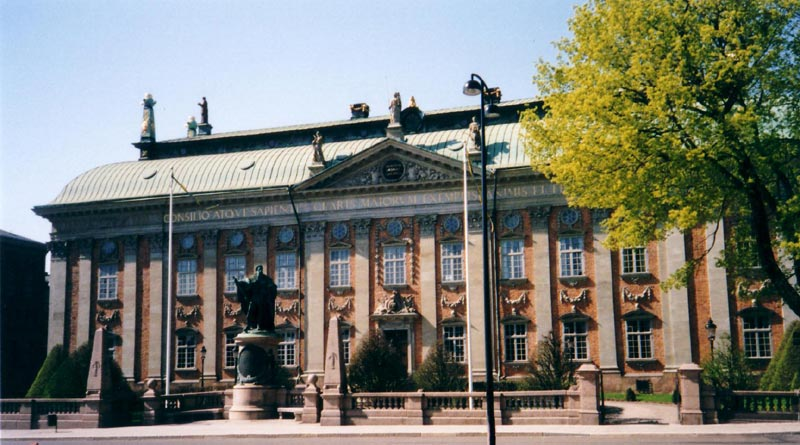
L'edificio che ospita la Riddarhuset.

Conseguentemente alla costituzione del Riksdag nel 1866, la Riddarhuset, (Casa dei Cavalieri), che precedentemente era una camera del Riksdag degli Stati, il Parlamento svedese, serve come rappresentanza ufficiale della nobiltà, regolata dal governo svedese, anche se nel 2003 è diventata un'istituzione privata. Virtualmente tutte le famiglie nobili sono state presentate alla Casa (con l'eccezione di alcuni membri della nobiltà straniera, naturalizzati alla corte reale ma mai presentati) e i loro membri vengono iscritti su un elenco pubblicati ogni tre anni.

## Nobiltà nel medioevo
La nobiltà in Svezia (e in Finlandia) risale al 1280 quando fu stabilito che i magnati che avessero i mezzi economici per contribuire alla cavalleria con un cavaliere sarebbero stati esentati dalle tasse ordinarie, come il clero che già godeva di tale privilegio. Il termine arcaico svedese per indicare la nobiltà frälse si riferisce appunto a chi è esente da tasse (quindi anche al clero).
La creazione della nobiltà è da attribuirsi al fatto che il vecchio sistema del leiðangr, con la flotta ed il re costantemente in viaggio per il reame (tra i possedimenti dell'Uppsala öd) divenne obsoleto. La Corte Reale ed i castelli necessitavano di essere finanziati con tasse sui possedimenti terrieri.
Fu anche stabilito che il re dovesse governare il regno in cooperazione con un Consiglio Reale composto dai vescovi e dai nobili più importanti (quelli che fornivano più truppe all'esercito). Quando dovevano essere prese decisioni importanti venivano convocati tutti i frälse.
La nobiltà svedese non possedeva feudi ereditari. In caso fossero investiti di un castello della corona i loro eredi non potevano reclamare su esso i loro diritti civili o militari. Le terre dei magnati che costituivano la nobiltà medievale erano loro proprietà e non "prestito" regale. Se essi, con i loro mezzi (e i loro contadini) costruivano un castello e finanziavano un loro esercito, il castello sarebbe stato loro proprietà ma le truppe sarebbero state parte dell'esercito del regno.
Per lunghi periodi il comandante di Viborg al confine con Novgorod e la Russia ebbe poteri pari a quelli di un margravio, mantenendo tutti gli introiti raccolti nel feudo per finanziare la difesa del confine orientale del reame. Nonostante la forte influenza tedesca durante il medioevo il sistema nobiliare svedese non assunse mai il complesso sistema nobiliare tedesco con i titoli di Lantgraf, Reichsgraf, Burggraf e Pfalzgraf.

## Antica nobiltà
- Aspenäs
- Banér
- Bese
- Bielke (esistente)
- Björn
- Bååt
- Bonde (esistente)
- Carpelan (esistente)
- Denter (esistente)
- Eka
- Hiort af Ornäs (esistente)
- Hård af Segerstad (esistente)
- Jägerhorn af Spurila (esistente)
- Leijonhufvud (esistente)
- Lilliehöök (esistente)
- Natt och Dag (esistente, la più antica famiglia nobile della Svezia)
- Oxenstierna (esistente)
- Porse
- Posse (esistente)
- Ribbing (esistente)
- Rosenstråle
- Sparre (esistente)
- Stenbock (esistente)
- Trolle (esistente)
- Örnsparre

## Nobilità dopo il 1561

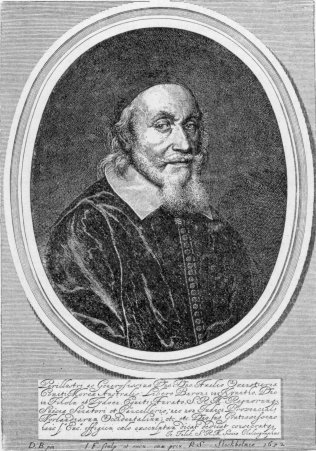
Axel Oxenstierna rese tutte le cariche governative esclusive della nobiltà

All'incoronazione di Erik XIV nel 1561, la nobiltà divenne ereditaria, con  la creazione dei titoli di conte (greve) e barone (friherre). La Riddarhuset fu fondata nel  1626. I requisiti per essere parte della nobiltà erano l'appartenenza a una famiglia di "antica" nobiltà, o essere elevati a tale rango dal sovrano. Nacque  così un grande interesse per la genealogia.
L'Alto Cancelliere, Axel Oxenstierna, fu l'artefice degli Strumenti di governo del 1634, che posero le basi del moderno stato svedese. Esso stabiliva che tutte le cariche di governo dovessero essere occupate da membri della nobiltà, una mossa che aiutò il consenso verso una forma di governo centralizzato.
A causa delle numerose guerre la monarchia necessitava di un mezzo per ricompensare gli ufficiali e,  dato che la situazione finanziaria non era delle migliori, si preferì rendere nobili e assegnare terreni al posto di premi in denaro. Durante il XVII secolo, il numero delle famiglie nobili quintuplicò. In meno di un secolo i terreni posseduti dalla nobiltà passarono dal 16% a oltre il 60%, cosa che portò a un calo degli introiti delle tasse. Comunque tra il 1655 e il 1680 fu ridotto il numero delle terre della nobiltà, che tornarono ad essere della Corona.
Seguendo l'esempio tedesco tutti i membri di una famiglia nobile portavano un titolo. Ad esempio se la famiglia aveva il grado di Barone o quello di Conte tutti i membri avrebbero portato tale titolo. In seguito agli Strumenti di governo del 1809, fu fatto un cambio verso il modello britannico in modo che fosse solo il capo della famiglia a portare il titolo. Questa legge fu applicata solo ai nobili nominati dopo il 1809, così la maggioranza delle famiglie è ancora del vecchio tipo.
Differentemente dal Regno Unito e dagli stati del Benelux, dal 1902 in poi, quando fu nobilitato l'esploratore Sven Hedin (fra l'altro pur trattandosi di una carica ereditaria egli non ebbe eredi), non furono più conferiti titoli nobiliari. Dal 1975 non è più legale il conferimento di titoli nobiliari. Ai principi reali vengono invece conferiti titoli nobiliari lussemburghesi o belgi.

## Privilegi
La classe nobiliare in Svezia non è mai stata abolita ma i suoi privilegi sono calati gradualmente a partire dal 1680. I privilegi politici della nobiltà furono praticamente aboliti con la riforma del Riksdag degli Stati nel 1866, e gli ultimi diritti di precedenza a certe cariche pubbliche furono rimossi negli anni venti; già allora gli ultimi privilegi sulle tasse erano stati aboliti. Alcuni privilegi minori rimasero fino al 2003, quando la legge sulle prerogative della nobiltà fu abrogata.
Oggi i privilegi della nobiltà sono limitati alla protezione del titolo e all'utilizzo di alcuni elementi nello stemma: un elmo con una visiera sollevata, una corona che indica il grado e l'utilizzo dei sostegni. La protezione legale sui nomi in Svezia non fa particolari distinzioni  con la nobiltà.

## Titoli di alta nobiltà
Secondo il Nordisk Familjebok:
I primi conti e baroni, creati nel 1561 da Erik XIV:
- Svante Sture of Hörningsholm, 1562 conte di Vastervik e in seguito anche Stoccolma
- Per Brahe di Rydboholm, 1562 conte di Visingsborg
- Göstaff Johansson of Haga, 1562 conte di Bogesund (originariamente Enköping)
- Stenbock Gustaf Olofsson, barone di Torpa
- Leijonhufvud Sten Eriksson, barone di Grevsnes
- Grip Birger Nilsson, barone di Vines
- Oxenstierna Gabriel Kristersson, barone di  Mörby
- Lars Fleming, barone di Arvasalo (in Finlandia)
- Gera Karl Holgersson, barone di Björkvik
- Gera Göran Holgersson, barone di Ållonö
- Horn af Åminne Klas Kristersson, barone di Joensuu (in Finland)
- Stenbock Erik Gustafsson, barone di Torpa (figlio minore di Gustaf Olofsson)